# Villarrica (vulcão)
Villarrica é um vulcão situado na cordilheira dos Andes, 9º região da Araucania, Chile. Seu cume se encontra a 2847 m de altitude, corresponde a um vulcão estromboliano, tendo lava do tipo mista. Em seu sopé encontram-se as cidades de Pucón e Villarrica. Este vulcão permanece coberto por neve durante todo o ano. É também conhecido como Rucapillán, ou "casa dos espíritos ou casa dos antepassados” na língua mapuche. Este vulcão, junto com o Quetrupillán e o Lanin (sendo que o último é compartilhado pela Argentina e pelo Chile) encontra-se dentro de uma área de preservação ambiental conhecida como Parque Nacional Villarrica.
O Villarrica é um dos mais ativos de todo o Chile. Sua última erupção ocorreu em 3 de março de 2015.Similares. Na erupção ocorrida em 1985 a população de Pucón teve de ser evacuada (embora a lava não tenha atingido a cidade). É possível identificar o trajeto que a lava toma na erupção pelas ravinas formadas na floresta presente no sopé do vulcão.

## Turismo
Apesar de não estar extinto, os passeios turísticos no vulcão são bastante comuns. No verão, agências de turismo situadas em Pucón ofereçam serviço de guia e aluguel de equipamento para a escalada ao vulcão. A subida, embora cansativa, não exige grande conhecimento técnico de alpinismo, ou "andinismo" (como o esporte é conhecido nos países andinos), uma vez que a escalada é, em sua maior parte, uma caminhada íngreme, porém é altamente desaconselhável realizá-la sem acompanhamento de pessoal qualificado e equipamento adequado, pois há trechos bastante escorregadios, principalmente nas proximidades do cume, e é comum que rochas se desprendam e rolem montanha abaixo. 
Há também um centro de esqui na encosta do vulcão, que opera no inverno (de julho a setembro). Este centro de ski, assim como muitos outros, conta com uma infra-estrutura completa para os turistas. Dispõe de seis teleféricos, 20 pistas de esqui e snowboard (com níveis para principiante, médio, avançado e fera), um bar e restaurante, clube de crianças (área com atividades infantis) e muito mais.